# Der Friede (Zeitschrift)
Der Friede war eine politisch-literarische Wiener Wochenschrift, die von Jänner 1918 bis Sommer 1919 erschien. Die Zeitschrift war als pazifistische Antwort auf die kriegshetzerische Reichspost, die spöttisch als „Reichspest“ bezeichnet wurde, ausgelegt. Für den Frieden schrieben eine Reihe namhafter Publizisten und Literaten – rund 200 kamen insgesamt zu Wort. Gründer und Herausgeber war Benno Karpeles.

## Geschichte
Die erste Ausgabe der von Benno Karpeles gegründeten Zeitschrift erschien am 26. Jänner 1918, die letzte, Nr. 83, am 22. August 1919. Viele Mitarbeiter waren anschließend in der bereits im März 1919 ebenfalls von Benno Karpeles gegründeten Tageszeitung Der Neue Tag tätig. Darunter Karl Tschuppik als Chef vom Dienst und politischer Hauptredakteur und Alfred Polgar als Leiter des Feuilletons.

## Programm und Inhalt
Das Programm der Zeitschrift wurde erst am ersten Jahrestag der Gründung, zwei Monate nach Ausrufung der Republik Deutschösterreichs, mitgeteilt, da es zuvor aufgrund der Zensur nicht möglich gewesen war. Das Programm lautete:

„Nachdem die kriegerischen Versuche, Europa deutsch und österreichisch zu machen, gescheitert sind, wollen wir nun versuchen, Deutschland und Österreich europäisch zu machen. Ein Programm, dünkt uns, in dem implicite alle politischen, sozialen, ethischen und ästhetischen Forderungen enthalten sind, zu deren Unterdrückung ein paar Millionen ohnmächtiger Menschen durch ein paar Dutzend mächtiger Unmenschen in den Krieg, ins Elend, ins Grab gehetzt wurden.“

Der Friede führte während seiner gesamten Bestehenszeit eine Diskussion über die künftige Gestalt des Staates Österreichs, intellektuell ausdrücklich ungebunden an Vorschläge und Programme der politischen Parteien. Wesentliche Punkte der Diskussionen waren die Neutralität Österreichs nach dem Vorbild der Schweiz, eine mitteleuropäische Wirtschaftsgemeinschaft nach dem Vorschlag des deutschen Politikers Friedrich Naumann, die Umgestaltung der Habsburger Monarchie in einen demokratischen Bundesstaat freier Völker und auch der Anschluss der deutschsprachigen Gebiete Österreich-Ungarns an das Deutsche Reich. Die letzten beiden Punkte – föderalistischer Vielvölker-Bundesstaat oder Anschluss – nahmen in den im Frieden geführten Diskussionen den breitesten Raum ein. Wobei die Mehrzahl der Diskussionsführenden einen föderalistischen Bundesstaat Österreich einem Anschluss an Deutschland vorzug.
Man dachte hierbei an die Vielzahl von Konflikten, die in den Nachfolgestaaten Österreich-Ungarns aufgrund der vielen Minderheiten in mehrheitlich von einem Volk bewohnten Gebieten. So schrieb Richard A. Bermann am 11. Oktober 1918, dass im Falle einer vollständigen Loslösung der von Tschechoslowaken besiedelten Gebiete auch eine Reihe von gemischtsprachigen Städten, deutsche Sprachinseln sowie das mehrheitlich deutsch besiedelte Sudetenland darunter fallen würde. Um ein geographisch geschlossenes Gebiet zu erhalten, müssten die Tschechoslowaken die „Deutschen der Sudetenländer ausrotte[n]. Andererseits wieder könnten die Deutschen der Sudetenländer sich nur an Deutschland anlehnen, von dem sie doch durch ernste geographische Schranken geschieden sind. Sie gehören geographisch einmal zu Böhmen und Mähren; sie können politisch nur dazugehören, wenn Österreich bestehen bleibt. Man muß die Entente auf die große Ähnlichkeit dieses Problems mit dem von Ulster verweisen; man kann Ulster nicht von seiner Insel Irland wegnehmen, aber man muß den letzten Ulstermann erschlagen, ehe er sich unter die Herrschaft der irischen Majorität beugen läßt; da helfen alle gutgemeinten Versprechungen künftiger Toleranz gegen nationale Minderheiten nichts.“
Kernpunkt der Zeitkritik im Frieden war in den meisten Fällen das „Versagen des deutschen Bürgertums in Österreich, seiner Parteien und Politiker“. Deren politisches Denken reiche zumeist nicht über „deutsch“ und „national“ hinaus, die „deutsche Politik in Österreich“ sei jene des „Hüter[s] aller Rückständigkeit“. Neben der als „Hauptblatt der Kriegshetzer“ und „Reichspest“ bezeichneten Reichspost war auch die Neue Freie Presse unter Moriz Benedikt, der für ein „deutschzentralistisches Österreich“ eintrat, häufiges Angriffsziel des Frieden, der eine Gleichheit der Völker als Grundvoraussetzung für jedes weitere Denken betrachtete.

## Autoren
Egon Erwin Kisch, Robert Musil, Alfred Polgar, und andere mehr oder weniger bekannte Geistesgrößen der in Agonie befindlichen Habsburger Monarchie, schrieben in dieser Wochenschrift für den Frieden und gegen den Krieg. Der Journalist Rudolf Olden wurde später als Verteidiger im Prozess gegen den Pazifisten Carl von Ossietzky (1889–1938) berühmt. In der gut eineinhalb Jahre währenden Zeitspanne des Erscheinens von Der Friede gelang es, einen Kreis von Mitarbeitern aufzubauen, der das gesamte intellektuelle und politische Spektrum von der bürgerlichen Mitte bis zur anarchistisch oder spartakistisch orientierten Linken abdeckte. Das waren mehr als 200 Personen.
Einige Namen: Alfred Adler, Peter Altenberg, Ernst Angel, Henri Barbusse, Franz Blei, Hermann Broch, Max Brod, Paul Claudel, Kasimir Edschmid, Albert Ehrenstein, Anatole France, André Gide, Maxim Gorki, Stefan Großmann, Albert Paris Gütersloh, El Ha, Maximilian Harden, Theodor Heuss, Kurt Hiller, Heinrich Eduard Jacob, Siegfried Jacobsohn, Elisabeth Janstein, Oskar Jellinek, Egon Erwin Kisch, Paul Kornfeld, Anton Kuh, Heinrich Lammasch, Andreas Latzko, Karl Leuthner, Adolf Loos, Josef Luitpold (Stern), Thomas Mann, Erich Mühsam, Robert Müller, Robert Musil, Jan Neruda, Rudolf Olden, Karl Otten, Rudolf Pannwitz, Leo Perutz, Emil Alphons Rheinhardt, Walther Rode, Romain Rolland, Robert Scheu, René Schickele, Hugo Sonnenschein, Otto Soyka, Theodor Tagger (d. i. Ferdinand Bruckner), Rabindranath Tagore, Johannes Urzidil, Berthold Viertel, Jakob Wassermann, Ernst Weiß, H. G. Wells, Franz Werfel und Hugo Wolf.

## Redaktion
Benno Karpeles, Karl Tschuppik und Arnold Höllriegel zeichneten für den politischen und volkswirtschaftlichen Teil verantwortlich. Alfred Polgar leitete die Literaturredaktion und bildete mit Karpeles, Tschuppik und Bermann den Kern der Redaktion.

## Zitat
„[…] radikal wie keine, erhob die Zumutung, das Problematische der österreichischen Dinge nicht nur geraunzen und zu bewitzeln, sondern zu erkennen […], es war die Zeitung im Herrschaftsbereich Ludendorffs, in der die kühnsten, die radikalsten Dinge gegen den Krieg gedruckt wurden.“